# قرفص متساوي الأسنان
قرفص متساوي الأسنان (الاسم العلمي:Serranus aequidens) (بالإنجليزية: Deepwater serrano)‏ هو نوع من الأسماك يتبع جنس القرفص من الفصيلة القرفصية.